# Sumo Digital
Sumo Digital（直译作“相扑数字”）是一家位于英国谢菲尔德的电子游戏开发工作室，成立于2003年。公司最初由4位来自Infogrames工作室的管理层创立，在2020年时，公司已经有750名雇员。工作室比较知名的作品是为世嘉制作的《VR网球》系列和《索尼克全明星赛车》系列；此外工作室也为《极限竞速 地平线》系列进行移植等支持，以及其他游戏的移植工作等。

## 公司历史
Sumo Digital成立于2003年。在同年的早些时候，位于英国谢菲尔德的游戏公司Infogrames工作室解散，其管理层的4位成员Carl Cavers、Paul Porter、Darren Mills和James North-Hearn在此之后在谢菲尔德创立了Sumo Digital继续他们的游戏制作之路。2007年，Sumo Digital在印度浦那开设了他们的海外工作室Sumo India。同年8月，美国游戏公司Foundation 9 Entertainment宣布收购Sumo Digital，James North-Hearn成为Foundation 9在欧洲地区的运营总监，并且在2008年3月起晋升为Foundation 9的首席执行官。在2014年时，Sumo Digital在英国投资公司NorthEdge的支持下与Foundation 9签署协议购回了自己的股份。2016年9月，工作室接受Perwyn的投资，后者收购了NorthEdge在工作室的股份并成立Sumo Group，Sumo Digital成为其子公司。2019年11月，Sumo Group接受了来自腾讯的3000万美元的投资，腾讯将获得Sumo Group的10%的股份。2021年7月，Sumo Group收到腾讯的收购邀约，腾讯宣布计划将通过旗下全资子公司樂娛互動香港（Sixjoy Hong Kong）以12.7亿美元的价格收购Sumo Group。
2016年1月，工作室在英国诺丁汉成立了第三家工作室：Sumo Nottingham，由前Crytek英国总经理Karl Hilton掌管。2018年1月，他们又从CCP Games手中收购了他们的纽卡斯尔工作室CPP Newcastle并更名为Sumo Newcastle。同年8月他们又收购了英国独立游戏工作室The Chinese Room。2019年2月，他们收购了技术支持工作室Red Kite Games。 同月，他们在皇家利明頓溫泉成立了Sumo Leamington Spa，将负责移动游戏的开发。同年10月，工作室在沃灵顿成立Sumo North West，由前Evolution Studios的联合创始人Scott Kirkland负责。